# Černojarskij rajon
Il Černojarskij rajon (in russo Черноярский район?) è un rajon dell'Oblast' di Astrachan', nella Russia europea; il capoluogo è Čërnyj Jar.